# دانشگاه دولتی ترکمن
دانشگاه دولتی ترکمن (به ترکمنی: Magtymguly adyndaky Türkmen döwlet uniwersiteti) قدیمی‌ترین و اولین دانشگاه در پایتخت ترکمنستان، عشق آباد بوده که در سال ۱۹۵۰ میلادی پایه‌گذاری شده‌است.
بعدها پس ار استقلال از اتحادیه جماهیر شوروی به افتخار شاعر شهیر ترکمن نام این دانشگاه به دانشگاه دولتی مختومقلی فراغی تغییر کرد. هم‌اکنون ریاست دانشگاه به عهده دکتر قورت نیاز خان مرادوف می‌باشد.

## تاریخچه
این دانشگاه در ۱۴ ژوئیه سال ۱۹۵۰ با نام دانشگاه ایالتی ماکسیم گورکی تأسیس شد. در سال ۱۹۸۹ به عضویت باشگاه دانشگاه‌های اوراسیا درآمده و پس از استقلال به نام دانشگاه مختومفلی فراغی تغییر نام داد.
این دانشگاه تفاهم نامه و قراردادهای علمی و همکاری‌های تحقیقاتی با دانشگاه‌های روسیه، آذربایجان، ارمنستان، بلاروس، اوکراین و رومانی و ترکیه دارد.

## رشته‌ها
- ریاضیات
- فیزیک
- شیمی و زیست‌شناسی
- جغرافیا
- تاریخ
- حقوق
- زبان و ادبیات ترکمن
- زبان و ادبیات خارجی

## حقایق جالب
در طول جنگ جهانی دوم، فیزیکدان معروف شوروی آندره ساخاروف جهت مطالعه و تحقیقات علمی به عشق آباد منتقل شده‌است.